# Lista de regiões portuguesas ordenadas pela taxa de desemprego
Esta é uma lista demostrando a taxa de desemprego de cada uma das sete regiões portuguesas, ordenadas pela região e ano, mostrando os valores de cada ano desde 2011. Os dados baseiam-se nas estatísticas oficiais do Instituto Nacional de Estatística.
| Posição | Posição          | Região                       | Taxa de desemprego (2022) | Variação (desde 2021) |
| Em 2022 | Comparada a 2021 | Região                       | Taxa de desemprego (2022) | Variação (desde 2021) |
| ------- | ---------------- | ---------------------------- | ------------------------- | --------------------- |
| 1       | (3)              | Área Metropolitana de Lisboa | 7,2 %                     | 0,4 %                 |
| 2       | (0)              | Região da Madeira            | 7,0 %                     | 0,9 %                 |
| 3       | (0)              | Região dos Açores            | 6,0 %                     | 1,2 %                 |
| 4       | (1)              | Região do Norte              | 5,9 %                     | 0,7 %                 |
| 5       | (4)              | Região do Algarve            | 5,7 %                     | 2,5 %                 |
| 6       | (1)              | Região do Centro             | 5,1 %                     | 0,7 %                 |
| 7       | (1)              | Região do Alentejo           | 4,8 %                     | 1,6 %                 |
|         |                  | Portugal                     | 6,0 %                     | 0,6 %                 |

1. ↑  «Portal do INE». www.ine.pt. Consultado em 22 de abril de 2023